# Amparo (São Paulo)
Amparo ist eine Stadt im brasilianischen Bundesstaat São Paulo. 2022 lebten in Amparo nach offizieller Schätzung 68.008 Menschen auf 446 km².

## Geographie

### Distrikte
Die Gemeinde ist in Distrikte unterteilt:
- Amparo – Hauptdistrikt
- Arcadas
- Três Pontes

## Geschichte
Die Gemeinde wurde 1857 durch Landesgesetz gegründet.

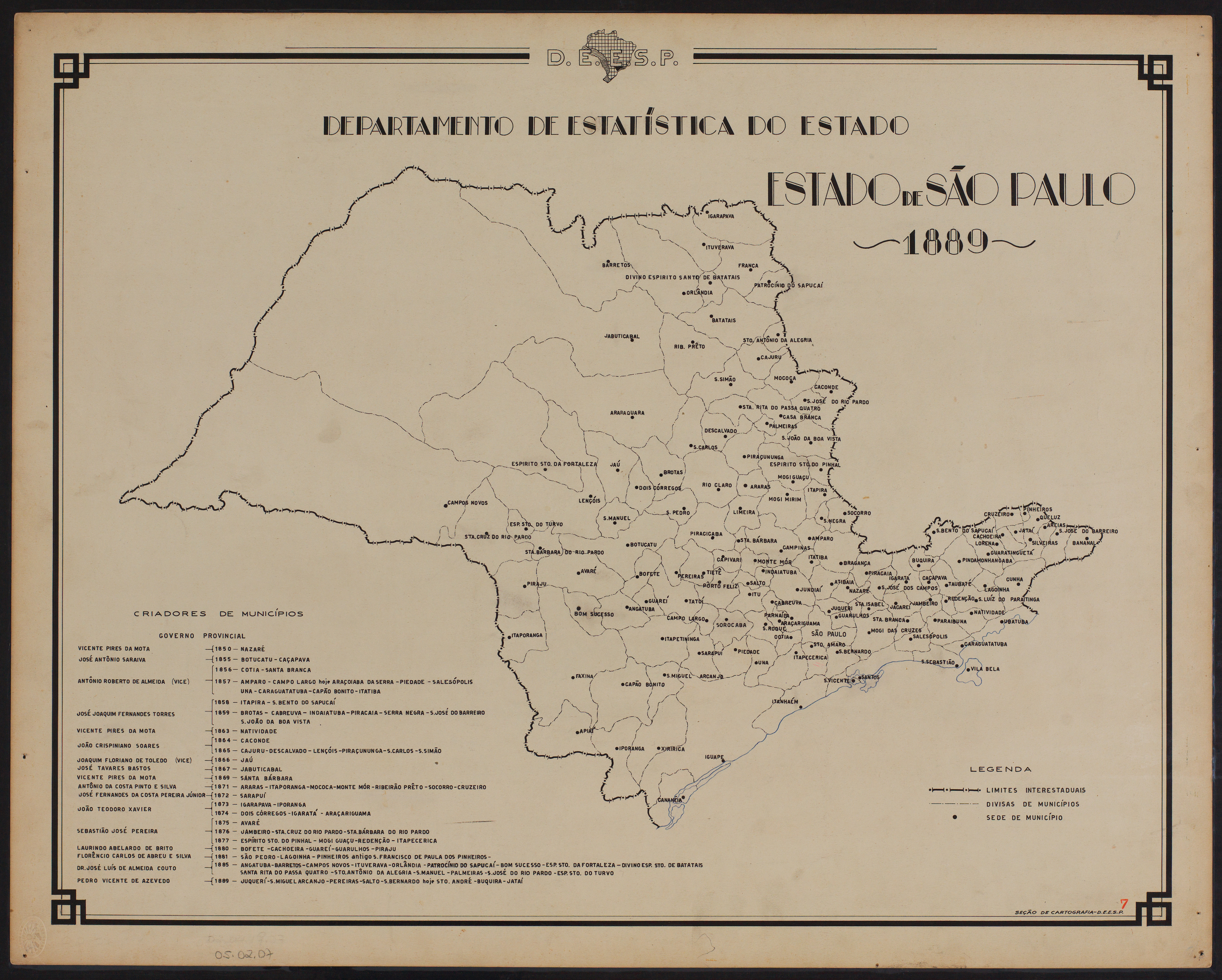
Karte des Bundesstaates São Paulo (1889).

## Bevölkerung
| Bevölkerungsentwicklung | Bevölkerungsentwicklung |
| Jahr                    | Bevölkerung             |
| ----------------------- | ----------------------- |
| 1920                    | 47.713                  |
| 1940                    | 35.239                  |
| 1950                    | 26.965                  |
| 1960                    | 28.636                  |
| 1970                    | 31.908                  |
| 1980                    | 41.603                  |
| 1991                    | 50.797                  |
| 2000                    | 60.404                  |
| 2010                    | 65.829                  |
| 2022                    | 68.008                  |
| [ 4 ] [ 5 ] [ 6 ]       |                         |

## Religion
Das Christentum ist in der Stadt wie folgt vertreten:

### Römisch-katholische Kirche
Die römisch-katholische Gemeinde ist Teil des Bistums Amparo.

### Protestantische Kirche
In der Stadt gibt es die unterschiedlichsten evangelischen Glaubensrichtungen, hauptsächlich Pfingstler, darunter die brasilianischen Assemblies of God, die Christliche Kongregationalistische Kirche in Brasilien, und andere.